# Ladies Open Biel Bienne 2017
Il Ladies Open Biel Bienne 2017 è stato un torneo di tennis giocato sul cemento indoor. È stata la prima edizione del torneo, che fa parte della categoria WTA International nell'ambito del WTA Tour 2017. Si è giocato nello Swiss National Tennis Centre a Bienne, in Svizzera, dall'8 al 16 aprile 2017.

## Partecipanti

### Teste di serie
| Giocatrice | Nazionalità          | Ranking* | Testa di serie |
| ---------- | -------------------- | -------- | -------------- |
| Rep. Ceca  | Barbora Strýcová     | 18       | 1              |
| Spagna     | Carla Suárez Navarro | 25       | 2              |
| Ungheria   | Tímea Babos          | 30       | 3              |
| Italia     | Roberta Vinci        | 34       | 4              |
| Germania   | Laura Siegemund      | 37       | 5              |
| Francia    | Alizé Cornet         | 44       | 6              |
| Germania   | Julia Görges         | 46       | 7              |
| Romania    | Monica Niculescu     | 47       | 8              |

* Ranking al 3 aprile 2017.

### Altre partecipanti
Le seguenti giocatrici hanno ricevuto una Wild card:
- Belinda Bencic
- Rebeka Masarova
- Carla Suárez Navarro

Le seguenti giocatrici sono passate dalle qualificazioni:

- Marie Bouzková
- Antonia Lottner
- Aljaksandra Sasnovič
- Markéta Vondroušová

La seguente giocatrice è entrata in tabellone come Lucky loser:
- Lina Ǵorčeska

## Punti
| Evento    | V   | F   | SF  | QF | 2T | 1T   | Q    | Q3   | Q2   | Q1   |
| Singolare | 280 | 180 | 110 | 60 | 30 | 1    | 18   | 14   | 10   | 1    |
| Doppio    | 280 | 180 | 110 | 60 | 1  | N.D. | N.D. | N.D. | N.D. | N.D. |

## Montepremi
| Evento    | V       | F       | SF      | QF    | 2T    | 1T    | Q2    | Q1   |
| Singolare | 43 000$ | 21 400$ | 11 500$ | 6175$ | 3400$ | 2100$ | 1020$ | 600$ |
| Doppio    | 12 300$ | 6400$   | 3435$   | 1820$ | 960$  | N.D.  | N.D.  | N.D. |

## Campionesse

### Singolare
Markéta Vondroušová ha sconfitto in finale  Anett Kontaveit con il punteggio di 6-4, 7–6(6).
- È il primo titolo in carriera per Vondroušová.

### Doppio
Hsieh Su-wei /  Monica Niculescu hanno sconfitto in finale  Timea Bacsinszky /  Martina Hingis con il punteggio di 5-7, 6-3, [10-7].